# PopSkip
『PopSkip』（ポップスキップ）は、伊藤美来の2枚目のオリジナルアルバム。2019年7月24日に日本コロムビアから発売された。

## リリース
販売形態は、通常盤（COCX-40809）、BD付き限定盤A（COZX-1545-6）、BD付き限定盤B（COZX-1547-8）の全3種。限定盤Aには、リード曲である「PEARL」のミュージック・ビデオとそのメイキング、「守りたいもののために」、「恋はMovie」、「閃きハートビート」のミュージックビデオが収録されている。限定盤Bには、2018年9月30日に東京国際フォーラムホールCで開催されたワンマンライブ「伊藤美来 4th Live Miku's Adventures 2018 〜Live is Movie〜」が収録されている。

## 収録内容
| #         | タイトル                 | 作詞            | 作曲       | 編曲               | 時間  |
| --------- | ------------------------ | --------------- | ---------- | ------------------ | ----- |
| 1.        | 「PEARL」                | 高田みち子      | 高田みち子 | 水口浩次           | 5:16  |
| 2.        | 「恋はMovie」            | Sally＃Cinnamon | 多保孝一   | 中塚武             | 4:35  |
| 3.        | 「TickTack Invitation」  | RIRIKO          | 佐藤純一   | 佐藤純一           | 3:57  |
| 4.        | 「Pistachio」            | hisakuni        | hisakuni   | hisakuni           | 4:43  |
| 5.        | 「あの日の夢」           | 金子麻友美      | 金子麻友美 | 水口浩次           | 4:24  |
| 6.        | 「土曜のルール」         | 大西洋平        | 大西洋平   | 睦月周平           | 3:43  |
| 7.        | 「守りたいもののために」 | 金子麻友美      | 金子麻友美 | 水口浩次           | 4:27  |
| 8.        | 「閃きハートビート」     | 林英樹          | 佐藤純一   | 佐藤純一、井上泰久 | 3:25  |
| 9.        | 「君に話したいこと」     | 岸洋佑          | 岸洋佑     | 村木数典、金沢祐介 | 4:43  |
| 10.       | 「灯り」                 | 桜アス恵        | 滝澤俊輔   | 滝澤俊輔           | 4:44  |
| 11.       | 「all yours」            | 伊藤美来        | 睦月周平   | 睦月周平           | 4:14  |
| 合計時間: | 合計時間:                | 合計時間:       | 合計時間:  | 合計時間:          | 48:11 |